# Václav Valášek, kovářská, strojnická, zámečnická dílna a kolářství
Václav Valášek, kovářská, strojnická, zámečnická dílna a kolářství byla strojnická, zámečnická a kolářská firma, která fungovala od roku 1830 nejprve v Předměřicích nad Labem a později ve Správčicích, osadě Věkoš.

## Historie

### Vznik a ocenění
Valáškova dílna byla založena v roce 1830 a poměrně brzy se stala známou v celém okolí. Pokud hospodář neměl stroj od něho, tak si ho u něj minimálně nechal spravit. Kvalita jeho výrobků byla vyhlášená, stejně tak opravy jím provedené. Firmě pomáhala k publicitě i častá účast na řadě výstav, jež se tehdy konaly. Na Všeobecné zemské výstavě roku 1891 v Praze k oslavě jubilea první průmyslové výstavy v roce 1791 v Praze vystavovala hospodářský vůz nové soustavy a vozové součásti. V XVII. skupině (dopravní prostředky) byl Valášek oceněn diplomem uznání a ve XIV. skupině (výrobky zámečnické a klempířské) obdržel bronzovou medaili státní. Účastnil se také Krajinské hospodářské a průmyslové výstavy v Dobrušce v roce 1892, kde obdržel za oblast hospodářských výrobků a potřeb stříbrnou výstavní medaili. Na Hospodářské, průmyslové a národopisné výstavě v Hradci Králové v srpnu 1894 zase mohli návštěvníci obdivovat jeho 10 potažních nákladních vozů, ježkový čtyřdílný válec či stroj na kroužení ráfů.

### Úpadek firmy
Později však přišly problémy, což dokazuje článek Národní politiky z 6. března 1897:
| „ | „Podvodný úpadek. Z Hradce Králové, 4. března. (Pův. zpr.) Jak jsme před nějakým časem sdělili, bylo koncem listopadu m. r. celé okolí hradecké náhle poplašeno zprávou, že z čista jasna zmizel známý kovář Václav Valášek ze Správčic, jenž v oněch dnech právě provdal dceru a dal jí značnou výbavu. Valášek vyráběl po mnoho let hospodářská nářadí, zejména vozy ve velkém a ve své dílně zaměstnával stále 40 dělníků. Všude těšil se plné důvěře, na kohokoli se obrátil, každý mu poskytl ochotně úvěr, ba mnozí bez obavy podepsali mu prázdné směnky, které si doma sám Valášek vyplňoval. Právě tato neobmezená důvěra stala se pro Valáška, domněle dobře situovaného, hmotným hrobem. V poslední době protloukal se jak mohl, až dne 21. listopadu m. r. večer odešel z nenadání se svou manželkou, aniž kdo věděl, kam se uchýlil. Četní věřitelé, sotva o tom doslechli, spěchali hned do Správčic v naději, že snad přece něco na ně zbylo. Ale všichni byli nemile překvapeni. Valášek všecky cennější věci před odchodem odstranil ke svým příbuzným a zanechal jen celou řadu směnek. Okamžitě vydán na zmizelého zatykač, ale Valášek dostavil se dne 23. listopadu sám do Hradce k soudu a byl hned ponechán ve vazbě. V nejbližších dnech provedena ve Správčicích dražba na zbylé zásoby, za něž se stržilo něco přes 1000 zl. Jaký shon po zmizení V. Valáška nastal, lze poznati z toho, že jistý věřitel na uhražení své pohledávky 1500 zl. zabavil si jednoho - psa. Po dlouhé vyšetřovací vazbě došlo teprve nyní k závěrečnému líčení před čtyřčlenným senátem krajského soudu kralohradeckého. Valáškovi kladen za vinu přečin proti bezpečnosti majetku, protože neohlásil v čas úpadek, zcizil všecky svršky a za hrozící exekuce zmařil uspokojení svých věřitelů. Spolu žalován Josef Valášek, kovář ze Správčic, že odcizené svršky převzal. Obžalovaný Václav Valášek odsouzen vzhledem k dlouhé vyšetřovací vazbě na čtyři měsíce, spoluobžalovaný Josef Valášek byl osvobozen.“ | “ |

Exekuční dražba Valáškových věcí se uskutečnila 9. ledna 1897. Tehdy se jednalo o jeho zásoby a strženo bylo něco přes 800 zl. V dražbě bylo pokračováno o 9 dní později, přičemž vše bylo prodáváno pod odhadní cenou.

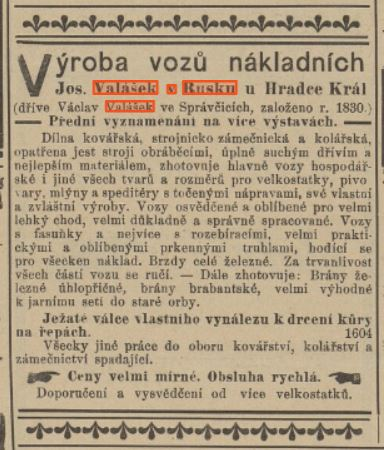
Firma Josef Valášek, Rusek, inzerát 1897

### Po roce 1897
Koncem roku 1897 však již inzerovala firma Josef Valášek v Rusku (Hradec Králové), která se označovala za pokračovatele firmy Václav Valášek včetně dříve získaných ocenění.